# Egesina anfracta
Egesina anfracta là một loài bọ cánh cứng trong họ Cerambycidae.